# 松浦信
松浦 信（まつうら まこと、1967年4月 - ）は、日本の社会学者。鈴鹿医療科学大学保健衛生学部教授。北海道上川郡和寒町出身。

## 経歴

### 学歴
- 1990年3月（平成2年） - 道都大学社会福祉学部社会福祉学科卒業（社会学士）
- 1993年3月（平成5年） - 常磐大学大学院人間科学研究科人間科学専攻修士課程修了（人間科学修士）
- 1996年3月（平成8年） - 駒澤大学大学院人文科学研究科社会学専攻博士後期課程単位取得満期退学

### 職歴
鈴鹿医療科学大学に所属しながら、三重県立看護大学（社会福祉学Ⅰ）非常勤講師などを務めている。
- 1996年（平成8年） - 道都大学社会福祉学部社会福祉学科専任講師
- 2004年（平成16年） - 鈴鹿医療科学大学保健衛生学部医療福祉学科助教授
- 2007年（平成19年） - 鈴鹿医療科学大学保健衛生学部医療福祉学科准教授
- 2014年（平成26年） - 鈴鹿医療科学大学保健衛生学部医療福祉学科教授

## 専門（研究・活動内容等）

### 研究概要
社会福祉の専門職化に関する研究

#### 研究分野
- 社会学
- 職業社会学
- 福祉社会学

#### 研究テーマ
- 福祉における専門職に関する研究
  - 組織、専門職、資格

## 所属学会
- 日本社会学会
- 日本社会福祉学会
- 福祉社会学会

## 著書
- 『国民福祉辞典 第2版』（共著）（2006年12月:金芳堂） ―ISBN 4-7653-1275-5